# Amstall
Amstall ist eine Ortschaft und eine Katastralgemeinde der Gemeinde Mühldorf im Bezirk Krems-Land in Niederösterreich. Die Ortschaft hat 35 Einwohner (Stand 1. Jänner 2024).

## Geografie
Das Dorf liegt westlich von Mühldorf im Graben des Amstaller Baches, der in Wegscheid in den Spitzer Bach einmündet.

## Geschichte
Im Jahr 1822 wurde der Ort als Dorf mit 16 Häusern genannt, das nach Niederranna eingepfarrt war, wohin auch die Kinder eingeschult wurden. Die Herrschaft Prandhof besaß die Ortsobrigkeit, übte die Landgerichtsbarkeit aus und besorgte die Konskription.
Laut Adressbuch von Österreich waren im Jahr 1938 in Amstall ein Gastwirt und mehrere Landwirte ansässig.

## Mineralogie
Das Mineral Amstallit wurde im Bergbau des Weinberger Graphitwerks entdeckt und 1987 durch R. Quint beschrieben und benannt. Typmaterial des Minerals findet sich im Institut für Mineralogie und Kristallographie der Universität Wien sowie im Naturhistorischen Museum Wien.